# Górskie Ochotnicze Pogotowie Ratunkowe
Gorski Ochotnicze Pogotowie Ratunkowe (GOPR, Horská dobrovolná záchranná služba) je veřejná polská záchranářská organizace, která vykonává činnost v horských oblastech. Její náplní je zajišťování turistických a sportovních aktivit, protiúrazová prevence, vzdělávání horských záchranářů a záchranná činnost v horských oblastech. Založena byla 15. září 1952 v Zakopaném. V tentýž den byly přijaty organizační stanovy a té době byla do organizace zahrnuta Tatranská dobrovolná záchranná služba (Tatrzańskie Ochotnicze Pogotowie Ratunkowe (TOPR)). V roce 1991 TOPR přestalo být součástí záchranářské organizace GOPR.

## Trochu z historie
Po sloučení byla GOPR veřejnou organizací podléhající Polskému turisticko-vlastivědného spolku (PTTK) a Glownemu Kominetu Klutury Fizycznej i Turystyki (Hlavnímu výboru tělesné kultury a turistiky). Na začátku bylo šest regionálních skupin - Sudetská (Sudetska), Beskydská (Beskidzka), Tatranská (Tatrzańska), Rabčanská (Rabczańska), Krynická (Krynicka) a Bieščadská (Bieszczadzka). Nejdůležitější byla skupina Tatranská (Tatrzańska). 

## GOPR dnes
GOPR a TOPR jsou nezávislé organizace. Pokud by se člen GOPR chtěl stát členem TOPR musí složit předepsané zkoušky, prokázat záchranářské, horolezecké a lyžařské schopnosti. Záchranáři GOPR mají 24 hodinovou službu. Každý den se zdržují v terénu, na lyžařských svazích, turistických trasách. Mají k dispozici moderní záchranářskou a komunikační techniku, včetně lavinových vyhledávačů, sněžných skútrů, čtyřkolek, terénních vozidel a pod. Jsou oblečeni do červených nebo červeno modrých flísových bund a větrovek. Mají odznaky horské služby. Na oválném poli je modrý kříž s nápisem GOPR. Na levém rameni mají bílo-modro-bílý pás.
V GOPR působí sedm regionálních skupin.
- Bieszczadzka
- Krynicka
- Podhalańska
- Jurajska
- Beskidzka
- Wałbrzysko-Kłodzka
- Karkonoska
  - skupina Bieszczadzka působí v Nízkých Beskydech (polsky Beskid Niski) a Bukovských vrších (polsky Bieszczady)
  - skupina Krynicka působí v Lubovnianské vrchovině (polsky Beskid Sądecki) a v Nízkých Beskydech.
  - skupina Podhalańska působí v pohoří a národním parku Gorce v horském pásmu Pienin, v severní části Podhalí, v části Západních Beskyd nazvaných (polsky Beskid Wyspowy) v polské části Oravy, na polském Spiši, východní části Středních Beskyd (polsky Beskidu Średniego) a Lubovnianské vrchoviny.
  - skupina Jurajska působí v jižním povodí horní Visly, v Slezském vojvodství na Krakovsko – čenstochovské vrchovině. Zde se nachází polský národní park Jurajski Park Narodowy pokrývající oblast mezi městy Zawiercie a Čenstochová.
  - skupina Beskidzka působí v Slezských Beskydech, Żywieckie Beskydech, Malých Beskydech, v západní části Středních Beskyd (polsky Beskidu Średniego) a v Babiogórski-Jałowieckom horském pásmu.
  - skupina Wałbrzysko-Kłodzka působí v Středních a Východních Sudetech a v Slezsku v Orlické oblasti Středních Sudet v části Klodské kotliny.
  - Karkonoska skupina působí v Západních Sudetech v Krkonoších (polsky Karkonosze) Jizerských horách (polsky Góry Izerskie) Kačavskom pohoří (polsky Góry Kaczawskie) a v horském pásmu Rudawy Janowickie (Skalník (950 m n. m.). Viz: Hlavní sudetská magistrála.

## Galerie

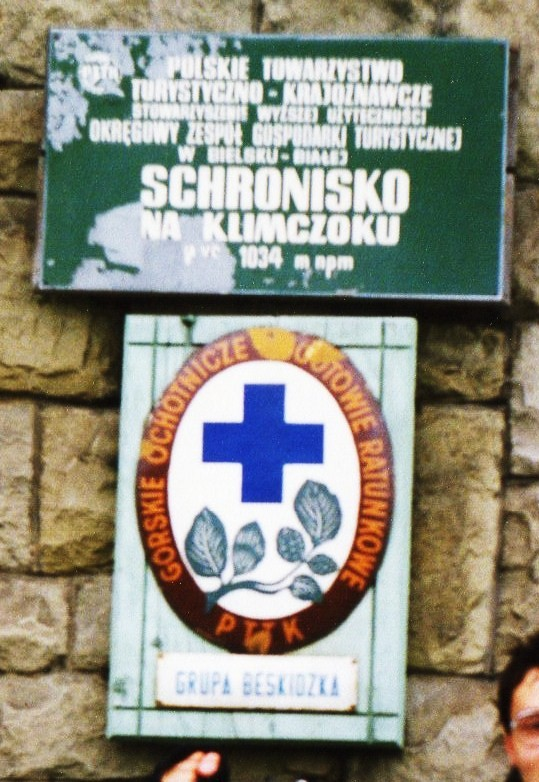
Chata Klimczok s odznakem GOPR
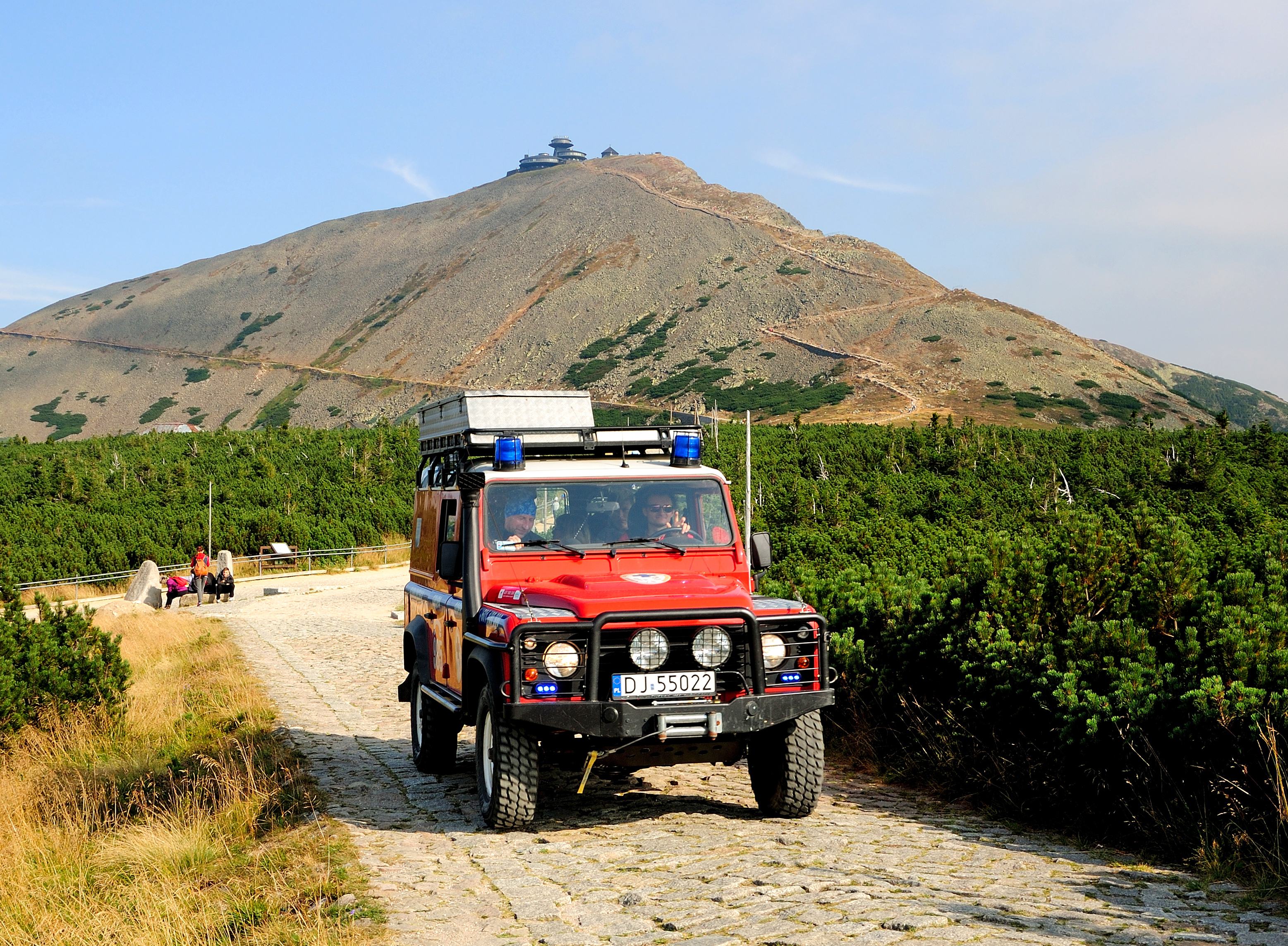
Terénní vozidlo GOPR v Krkonoších
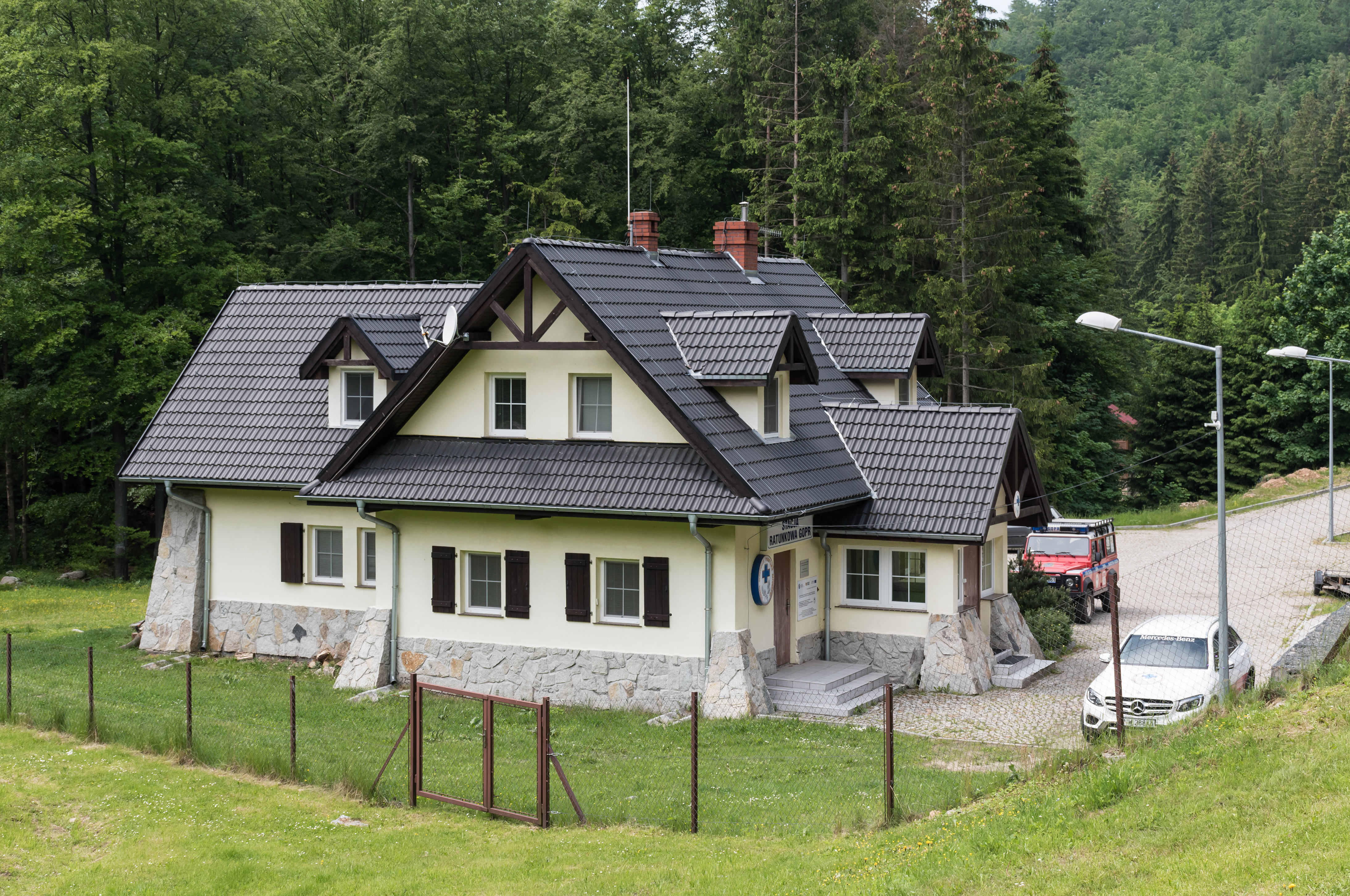
Stanice horské služby GOPR v Miedzygórze
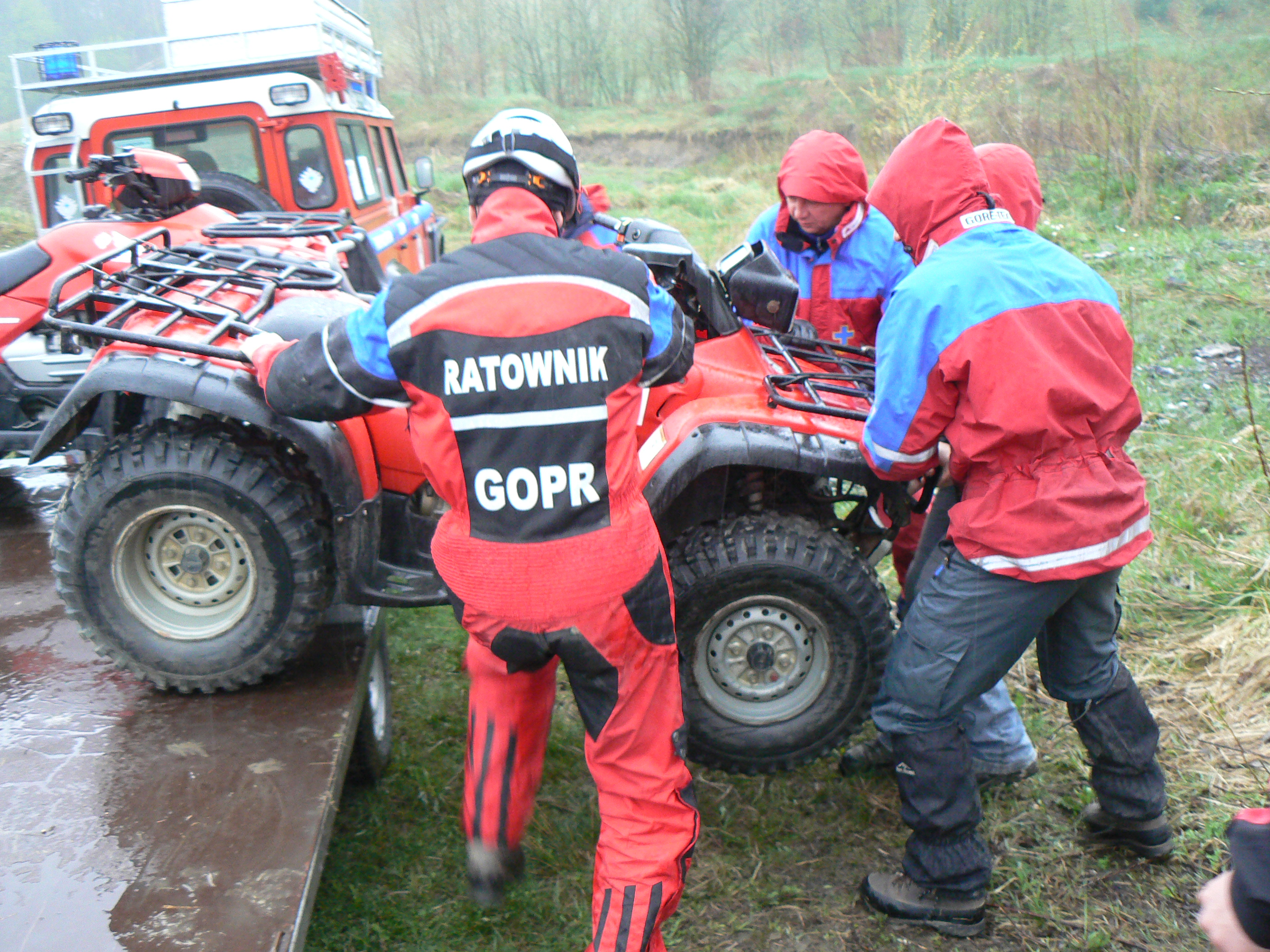
Záchranáři GOPR v akci